# Hollywood (canción de Gorillaz)
«Hollywood» es una sencillo de la banda virtual británica Gorillaz, con el rapero estadounidense; Snoop Dogg, y el músico de house; Jamie Principle. El lanzamiento oficial de la canción se produjo el 21 de junio de 2018, el sencillo pertenece al álbum de estudio, The Now Now.

## Prelanzamiento
La versión original de la canción se grabó en el Mondrian Hotel en West Hollywood, California–mientras que la banda estaba en la gira de Humanz Tour. El 23 de octubre de 2017, la existencia de la canción, se hizo pública por primera vez durante una entrevista de Billboard, donde Damon Albarn dijo que estaba en el proceso de una nueva canción, este siendo «Hollywood», donde dijo que la banda ensayó para la presentación en vivo de la canción, pero no se sentían listos para que debutieran la canción en 2017. Debido a esto, la canción no hizo su debut oficial hasta el 20 de marzo de 2018; en un concierto en Santiago de Chile. Sin embargo, Snoop Dogg no estuvo presente en el concierto, y su voz fue proporcionada a través de la canción.

## Visual
El visual de la canción comienza con una imagen giratoria que muestra a los miembros virtuales de Gorillaz contra un fondo espiral en movimiento.
Durante la parte de Jamie al principio, se muestra palabras de sus letras en el centro de la imagen de Gorillaz. La primera parte del coro, 2-D empieza a cantar, con fondo de imágenes en rojo y verde de un paisaje urbano. Aparecen las palabras del coro sobre un fondo negro. Sin embargo, en la parte de Snoop, se le muestra rapeando en forma de acción en vivo, en fondo de rojo y verde como 2-D. Se muestra la secuencia de 2-D cantando el coro. En el final de la canción, se puede ver una vez más el giro visual, y durante unos segundos en el fondo de la imagen, se puede apreciar el letrero de Hollywood, modificado diciendo: "Gorillaz". Justo antes de que termine el video, se muestra nuevamente el letrero modificado en grande.

## Personal
- Damon Albarn: vocales, instrumentalización
- James Ford: bajo, percusión, producción
- Jamie Principle: vocales, rap
- Snoop Dogg: vocales, rap